# El Zanate, Guerrero
El Zanate är en ort i Mexiko.   Den ligger i kommunen Ayutla de los Libres och delstaten Guerrero, i den södra delen av landet, 270 km söder om huvudstaden Mexico City. El Zanate ligger 400 meter över havet och antalet invånare är 165.
Terrängen runt El Zanate är kuperad åt nordost, men åt sydväst är den platt. Runt El Zanate är det ganska tätbefolkat, med 58 invånare per kvadratkilometer. Närmaste större samhälle är Ayutla de los Libres, 8,4 km sydost om El Zanate. Omgivningarna runt El Zanate är en mosaik av jordbruksmark och naturlig växtlighet.